# Domestication du chien

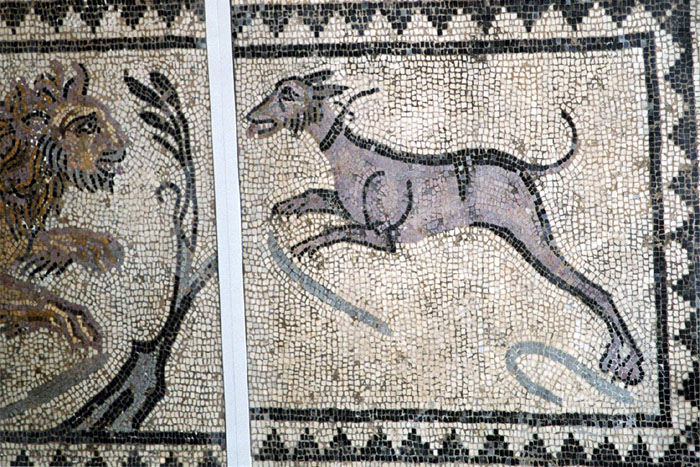
Un grand chien employé à la chasse au lion figuré sur une mosaïque romaine — époque de la République romaine (jusqu’à -27) ou de l’Empire romain (jusqu’à 395 apr. J.-C.).

La domestication du chien est le processus ayant conduit à la création du chien domestique, commencé probablement au début du Paléolithique supérieur,,, soit environ 30 000 ans avant le présent, les dates plus précises faisant l’objet de nombreux débats. Le chien est la première espèce domestiquée par l'homme et la seule domestiquée au cours du Paléolithique,,. Ce cas particulier parmi les espèces domestiques lui permet d'occuper une place à part auprès de l'Homme.

## L'ancêtre du chien

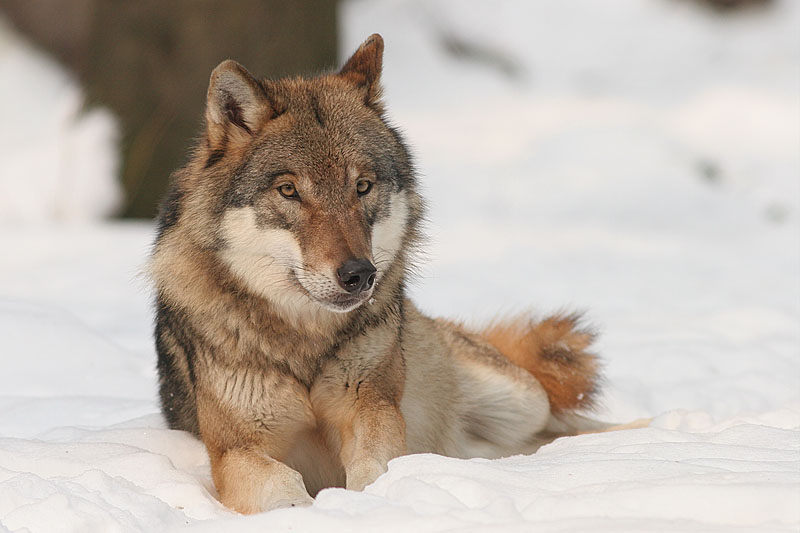
Canis lupus

L'identité exacte de l'ancêtre du chien a longtemps été un mystère. Charles Darwin, dans The Variation of Animals and Plants under Domestication (1868), supposait ainsi qu'ils provenaient d'un croisement entre des loups et des chacals. La génétique a finalement permis d'établir que le chien est plus proche génétiquement de sous-espèces actuelles de Canis lupus (ou loup gris), avec lequel il partage 99,9 % de son ADN, que de tout autre espèce de canidé,.
Une étude suédoise de 2015 a pu préciser la date de divergence entre le loup et le chien grâce à la découverte d'un spécimen représentatif d'une lignée de loup éteinte, le loup Taïmyr. Cet individu, vieux de 35 000 ans, appartient à une population dont l'existence est antérieure à la divergence entre le loup et le chien. Il a permis aux scientifiques d'étalonner l'horloge moléculaire à laquelle sont soumis le loup et le chien. Ils ont ainsi pu déterminer que les ancêtres des chiens ont divergé des ancêtres des loups il y a au moins 27 000 ans, ce qui est cohérent avec les estimations d'autres études génétiques récentes.

## La domestication

### Contexte
La relation entre humains et canidés sauvages est très ancienne. Des restes de loup auraient été trouvés en association avec ceux d'humains datant de 40 000 ans . Les chasseurs-cueilleurs du Paléolithique et les loups avaient plusieurs points communs : ils appartenaient à des espèces sociales, ils partageaient le même habitat et ils se nourrissaient des mêmes proies. Des études ont montré que les louveteaux capturés tout jeunes et élevés par des hommes s'apprivoisent et se socialisent facilement, d'autant plus qu'ils dépendent de leurs maîtres pour leur alimentation. Cela n'explique toutefois pas leur domestication, puisque ces louveteaux demeuraient des loups.

### Historique
La domestication du chien a longtemps été considérée comme une innovation marquant le Mésolithique (entre le Paléolithique et le Néolithique, c'est-à-dire, en Europe de l'Ouest, entre 9 700 et 5 000 av. J.-C.) et accompagnant le réchauffement climatique post-glaciaire. En 1977, on découvrit cependant des restes d'un chiot dans une tombe humaine en Israël, datant de 12 000 ans avant le présent (AP), suggérant que les chiens en tant que tels avaient été domestiqués au Moyen-Orient, peu avant que les peuples y résidant ne devinssent agriculteurs. Des découvertes ultérieures de crânes, en Russie et en Allemagne, repoussèrent la date de 4 000 ans, montrant que les chiens avaient été apprivoisés par des populations de chasseurs-cueilleurs. Jusqu'à la découverte du « chien de l'Altaï », plusieurs restes morphologiquement semblables au chien suggéraient une domestication précoce, dans un contexte d'économie de chasseurs-cueilleurs, au cours du Paléolithique supérieur. L'absence d'ADN exploitable ne permettait alors pas de rattacher formellement ces chiens à la lignée du chien moderne, la domestication du chien pouvant en effet être issue d'une redomestication de loups ou de chiens ensauvagés. La découverte par des chasseurs d'ivoire en 2018 de la dépouille d’un canidé congelé dans le pergélisol sibérien, relance la question de l'ancienneté de cette domestication au sein de la communauté des paléozoologistes. Baptisé Dogor, ce canidé préhistorique intrigue les scientifiques. Les analyses ADN lui donnent un âge de 18 000 ans mais ne permettent pas aux scientifiques de déterminer s'il s'agit d'un chien ou d'un loup.
En analysant des génomes de chiens anciens et modernes, les chercheurs ont découvert que les chiens étaient probablement issus d'une population de loups aujourd'hui disparue.

### Chronologie
Les restes de chien domestique les plus anciens ont été trouvés à Předmostí, près de Přerov, en République tchèque (26 000 ans AP), dans les grottes de Goyet, en Belgique (36 000 ans AP — certains chercheurs ont cependant soutenu, contre la paléontologue Mietje Germonpré, qu'il ne s'agissait pas d'un chien), et en Sibérie (33 000 ans AP), où a été trouvé le « chien de l'Altaï ». La découverte d'ADN exploitable dans une dent de ce dernier a permis en 2013 de montrer qu'il était plus proche, génétiquement, du chien moderne que des loups modernes ; les auteurs soulignent toutefois qu'il est possible, voire probable, qu'il ne s'agisse pas de l'ancêtre actuel du chien, mais plutôt d'une lignée collatérale. 
Une étude suédoise de 2015 précise la date de divergence entre l'ancêtre du loup et celui du chien, lui donnant 27 000 ans au moins. Les ancêtres des chiens et des loups gris se seraient ainsi séparés avant le dernier maximum glaciaire. La même étude avance que la domestication du chien s'est faite en plusieurs étapes. Les auteurs ont en effet trouvé une forte parenté entre une ancienne race de loup, le loup de Taïmyr, avec le Husky de Sibérie, le chien du Groenland, le Shar Pei et le Spitz finlandais. Les auteurs expliquent ce lien soit par la colonisation plus tardive du nord de l'Eurasie par les premiers humains, soit par un contact prolongé des ancêtres de ces races de chien avec le loup de Taïmyr. Ces différents degrés de parenté entre loup et chien suggèrent que plusieurs évènements de domestication auraient pu avoir lieu à travers le monde, ce qui aurait donné les races de chien d'aujourd'hui.
Par ailleurs, l'ancienneté de la divergence entre loup et chien soutient l'estimation de l'âge du chien de l'Altaï datant de 33 000 ans, de même que ceux d'anciens restes de chiens découverts en Belgique, Ukraine et Russie remontant à 36 000 ans.
En 2017, une étude parue dans Nature Communications indique que la domestication se serait faite en une seule fois, entre 20 000 et 40 000 ans avant notre ère, remettant en question une étude controversée de 2016 publiée dans Science selon laquelle les chiens auraient été domestiqués en deux épisodes distincts. D'après les chercheurs, la domestication a eu lieu entre deux évènements : d'une part, le moment où chiens et loups ont divergé génétiquement (entre 36 900 et 41 500 ans AP) ; d'autre part, le moment où les chiens de l’Est et de l’Ouest se sont séparés (entre 17 500 et 23 900 ans AP).

### Débats
Toutes ces découvertes demeurent cependant débattues. Druzkhova et. al, les auteurs de l'étude sur le « chien de l'Altaï », affirment ainsi que les restes de Předmostí sont ceux de loups, et soutiennent en revanche que le « chien de l'Altaï » et celui des grottes de Goyet sont bien des chiens, mais appartenant à une lignée éteinte avant l'Holocène (9 700 ans av. J.-C.). Peter Savolainen, un généticien du Royal Institute of Technology de Stockholm, s'est fondé sur une comparaison de l'ADN de 1 500 chiens actuels pour soutenir, en 2009, que le chien en tant que tel était apparu dans le delta du Yangzi Jiang, il y a moins de 16 000 ans, contestant ainsi le fait que les restes découverts par les archéologues appartiennent vraiment à l'espèce canine. Un autre spécialiste, Robert Wayne, biologiste et rival de Savolainen, s'est fondé quant à lui sur une comparaison des échantillons d'ADN prélevés sur des restes anciens de chiens, pour affirmer en 2012 que l'espèce canine provenait en fait d'une race éteinte de loups, présente en Europe, de laquelle elle aurait évolué il y a entre 19 000 et 32 000 ans. Ces chercheurs travaillent maintenant ensemble, aux côtés également de la paléontologue Mietje Germonpré (nl), sur un programme mêlant génétique et morphométrie géométrique, permettant de comparer par ordinateur les crânes découverts et ainsi retracer la lente évolution du loup au chien.

### Rythme de la domestication
Les dates fournies par l'archéologie, la morphométrie géométrique (comparaison assistée par ordinateur des formes des crânes) et la génétique laissent supposer une domestication qui s'étale sur plusieurs millénaires, liée à la fois à l'évolution du comportement des chiens et à une évolution culturelle des humains, et donc à une évolution des relations entre les deux espèces.

## Néolithique
Lors de l'apparition de l’agriculture, le chien s'adapte à l'alimentation humaine plus riche et acquiert la capacité de digérer l'amidon. L'augmentation du nombre de copies du gène AMY2B, qui est impliqué dans la digestion de l'amidon, a ainsi été liée à des adaptations alimentaires des chiens pendant la transition agricole.
Une étude génétique en 2013 a mis en évidence que le chien domestiqué a de nombreux gènes impliqués dans le développement du cerveau (favorable à la recherche des restes des repas humains) et la formation d'amylases (favorable à la digestion de l'amidon qui est rare dans le régime carné du loup), lui permettant d'ouvrir une nouvelle niche écologique au sein des premières communautés humaines sédentaires,.
Une étude de 2015 comparant le rôle du regard et de l'ocytocine (une hormone liée à l'affectivité) chez les chiens et les loups vis-à-vis de leurs maîtres ou maîtresses montre la plus grande importance accordées à ceux-ci chez les chiens.
L'expansion néolithique des agriculteurs en Europe est également associée à une transformation de l'ascendance des chiens présents dans cette région du monde. L'étude paléogénétique des chiens du Néolithique a montré que la vaste gamme de diversité d'ascendance parmi les premiers chiens européens n'a pas été préservée aujourd'hui, ce qui suggère peu ou pas de contribution de la plupart des populations locales mésolithiques et néolithiques à la diversité canine actuelle en Europe.

## Évolutions ultérieures
Depuis le Paléolithique, plusieurs centaines de races présentant des variations et des différences très importantes ont été développées : entre un chihuahua et un lévrier irlandais les rapports de taille sont de près de 1 à 10 et ceux de masse de 1 à 50. Les couleurs varient du blanc au noir, avec des roux, des gris et des bruns, parmi une très grande gamme de coloris.
Par ailleurs, des groupes de chiens errants ont constitué des populations canines plus ou moins indépendantes de l'homme et distinctes des chiens domestiques. Certains d'entre eux sont redevenus semi-sauvages et vivent en commensaux de l'homme, comme éboueurs des villes. Ce sont les chiens parias qui abondent notamment en Inde. D'autres sont retournés à la vie sauvage par marronnage : c'est le cas du Dingo et du Chien chanteur.

## Trait génétique lié à la domestication
Une étude sur la base génétique des diverses caractéristiques associées à la domestication des chiens a montré que ce processus s'est accompagné d'une délétion génétique dans la région génomique équivalente à celle qui est liée au syndrome de Williams chez les humains. Cela expliquerait le comportement très social des chiens comparés aux loups,,.

## L'ontogénie des comportements sociaux canins
Chez le chien, la domestication a mené à la création de races qui présentent un sous-développement de traits importants pour la communication et le comportement social chez leur ancêtre loup (Canis lupus). Dans certains cas, ces changements sont le résultat de la pédomorphose, c’est-à-dire la rétention à l’âge adulte de traits typiquement juvéniles. Différentes races de chien domestique présentent différents degrés de pédomorphose influençant les caractéristiques physiques et comportementales qu’ils présentent à l’âge adulte. Une théorie expliquant l'ensemble des traits du syndrome de domestication repose sur des altérations des gènes du développement exprimés dans la crête neurale. Selon cette théorie, la sélection porte sur un caractère comportemental (docilité en lien avec la baisse de l’agressivité envers les humains). Or cette sélection fait surgir des caractères anatomiques impliquant ces gènes en lien avec la crête neurale (phénomènes d'auto-stop génétique) : taches dans le pelage, oreilles tombantes, queue en tire-bouchon, réduction de la longueur du museau et du développement craniofacial,. L’une des conséquences les plus évidentes de l’élevage sélectif du chien est ainsi l’altération de plusieurs traits physiques utilisés par les loups pour transmettre des signaux sociaux tels que la queue, les oreilles, les yeux, le museau et la fourrure. Le changement de ces traits limite les possibilités de comportements communicatifs et l’expression d’émotions comme la peur ou l’agression en contexte social.
Les races de chiens distantes en apparence du loup adulte, comme le cavalier ou le bulldog, présentent une conduite à la suite des confrontations rivales avec d’autres individus (soit un comportement agonistique) très différentes des races de chiens physiquement similaires au loup, comme le husky. La différence se présente au niveau de la signalisation visuelle, les races plus distinctes des loups adultes présentant des comportements agonistiques à un taux inférieur s'apparentant celui de louveteaux.